# Castello di Pedres
Il castello di Pedres, talvolta detto anche castello di Pedes o castel Pedreso, è un edificio storico che si trova a pochi chilometri dalla città di Olbia, un tempo sede di residenza privilegiata giudicale.

## Storia

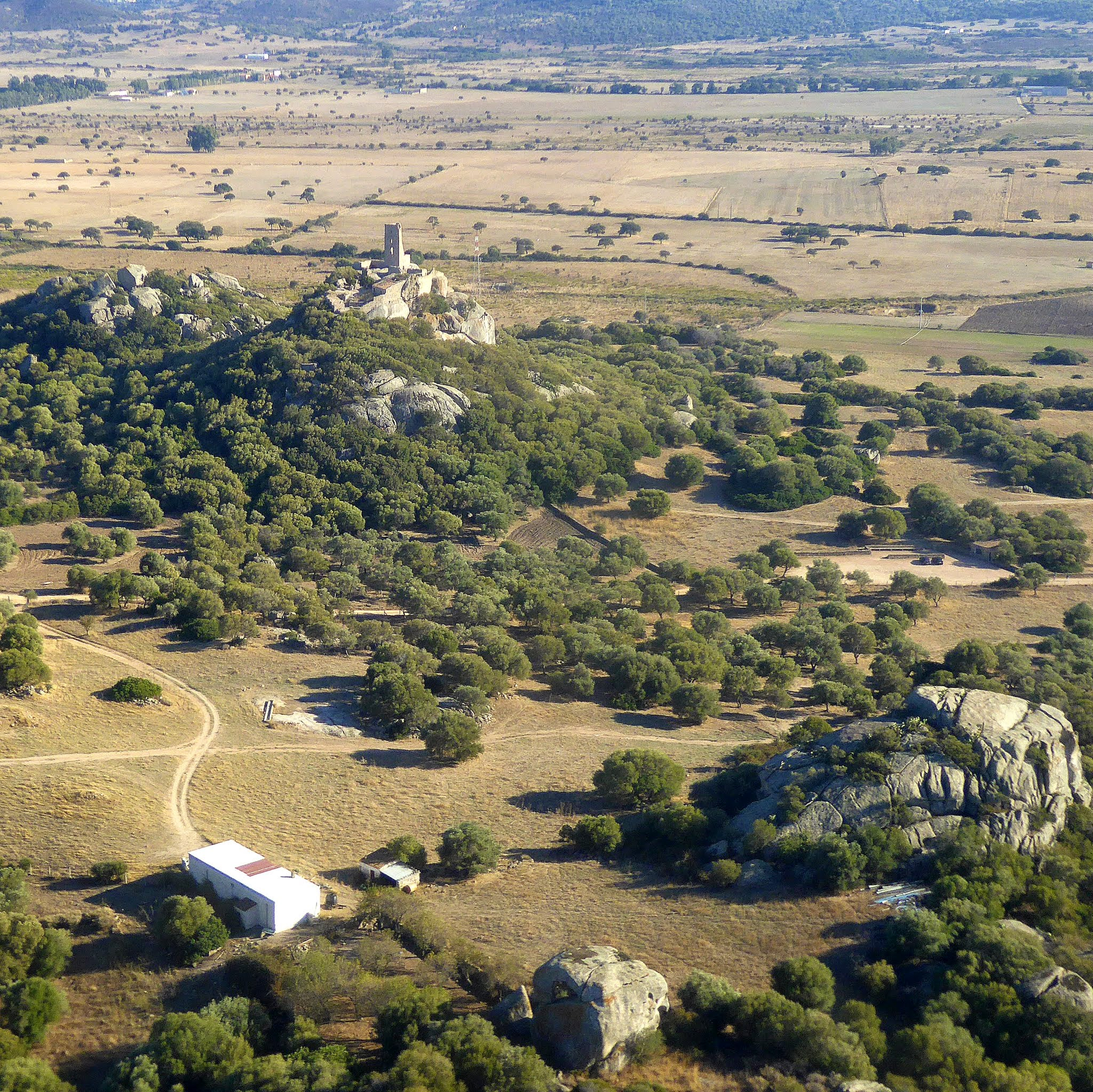
Vista sul castello e il territorio circostante

Si tratta di un forte, risalente al medioevo, costruito in pietra locale nella metà del Duecento, durante il periodo visconteo del giudicato di Gallura e successivamente utilizzato dai Pisani per far fronte all'attacco da parte degli Aragonesi.
Fino al 1296 era giudice di Gallura Nino Visconti (fu anche l'ultimo) che lo utilizzava per scopi militari. Sua figlia Giovanna  che non poté succedergli, gli subentrò però nel patrimonio immobiliare, tra cui questo castello.
La fortezza aveva la principale funzione di difendere Civita e i confini con il giudicato di Torres, che erano localizzati poco più a sud, in località Istéculi, come indicato da Vincenzo Mameli de Olmedilla nella sua relazione di fine 700. 
Originariamente il castello era dotato di quattro torri e caratterizzato da due piazzali, uno superiore e uno inferiore, cintati da mura poligonali, raggiungibili attraverso scale costruite con grandi massi di granito.

Sono ancora visibili, nel piazzale superiore, due stanze diroccate, di cui una con volta a crociera, una cisterna per la raccolta della acque piovane, ed il mastio, che in origine era suddiviso su quattro piani e permetteva di controllare il territorio fino al golfo di Olbia.

L'accesso alla torre era posto a circa 6 metri d'altezza e avveniva utilizzando scale di legno retrattili. 
Nel 1339 il castello venne affidato ai frati ospedalieri di san Giovanni di Gerusalemme. A partire dalla seconda metà del XIV secolo fu occupato dagli aragonesi e quindi dal giudicato di Arborea. Conobbe poi un definitivo abbandono all'inizio del XV secolo, in coincidenza col declino e lo spopolamento di Civita (poi Terranova Pausania).
La maggior parte dei danni sofferti dalla rocca è riconducibile all'incuria e all'abbandono nei decenni più recenti, ma alcuni sono attribuibili ai bombardamenti dell'ultima guerra.
Negli anni successivi al conflitto è stato adibito anche a struttura funzionale alla gestione del vicino aeroporto di Olbia-Venafiorita.